# CF Peralada
Club de Fútbol Peralada – hiszpański klub piłkarski, grający w Tercera División, mający siedzibę w Peralada.

## Sezony
| Sezon   | Liga        | Miejsce | Puchar Króla |
| ------- | ----------- | ------- | ------------ |
| 1928-02 | Regional    | -       |              |
| 2002/03 | 3ª          | 12.     |              |
| 2003/04 | 3ª          | 15.     |              |
| 2004/05 | 3ª          | 5.      |              |
| 2005/06 | 3ª          | 8.      |              |
| 2006/07 | 3ª          | 19.     |              |
| 2007-08 | 1ª Catalana | 13.     |              |
| 2008-09 | 1ª Catalana | 14.     |              |

| Sezon   | Liga        | Miejsce | Puchar Króla |
| ------- | ----------- | ------- | ------------ |
| 2009-10 | 1ª Catalana | 14.     |              |
| 2010/11 | 1ª Catalana | 5.      |              |
| 2011/12 | 1ª Catalana | 14.     |              |
| 2012/13 | 1ª Catalana | 6.      |              |
| 2013/14 | 1ª Catalana | 1.      |              |
| 2014/15 | 3ª          | 12.     |              |
| 2015/16 | 3ª          |         |              |

- 6 sezony w Tercera División